# Downing College
Il Downing College è uno dei collegi costituenti l'Università di Cambridge. È stato fondato nel 1800 ed ospita all'incirca 650 studenti.
Per volere di George Downing nel suo testamento, dopo la sua morte tutte le sue fortune comprendenti anche un vasto territorio nella città di Cambridge dovevano andare prima al suo nipote, e successivamente ai suoi tre cugini. In caso che nessuno di essi avesse eredi, si doveva costruire un collegio con il patrimonio: ciò accadde, e dopo varie vicissitudini giudiziarie il collegio venne costruito, seppur occupando un'area ridotta rispetto a quella progettata inizialmente. Parte dei terreni di Downing vennero infatti ceduti all'Università, che vi costruì il Downing Site, ospitante fino ad oggi diversi dipartimenti.

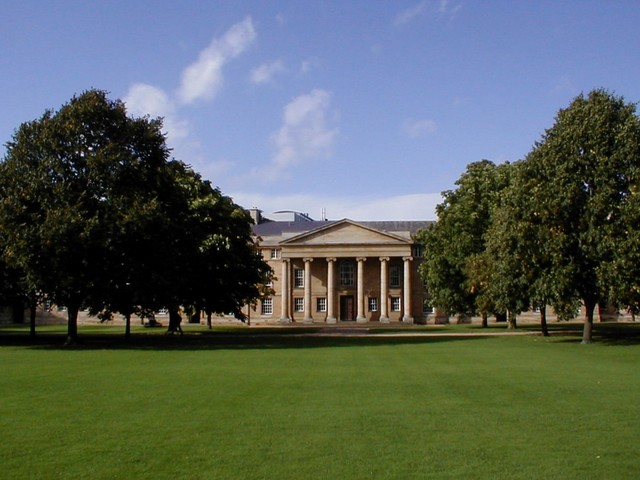
Vista della cappella del Downing College dagli ampi giardini.